# Minthoplagia setifrons
Minthoplagia setifrons är en tvåvingeart som beskrevs av Wulp 1890. Minthoplagia setifrons ingår i släktet Minthoplagia och familjen parasitflugor. Inga underarter finns listade i Catalogue of Life.